# Reserva índia de Santee Sioux

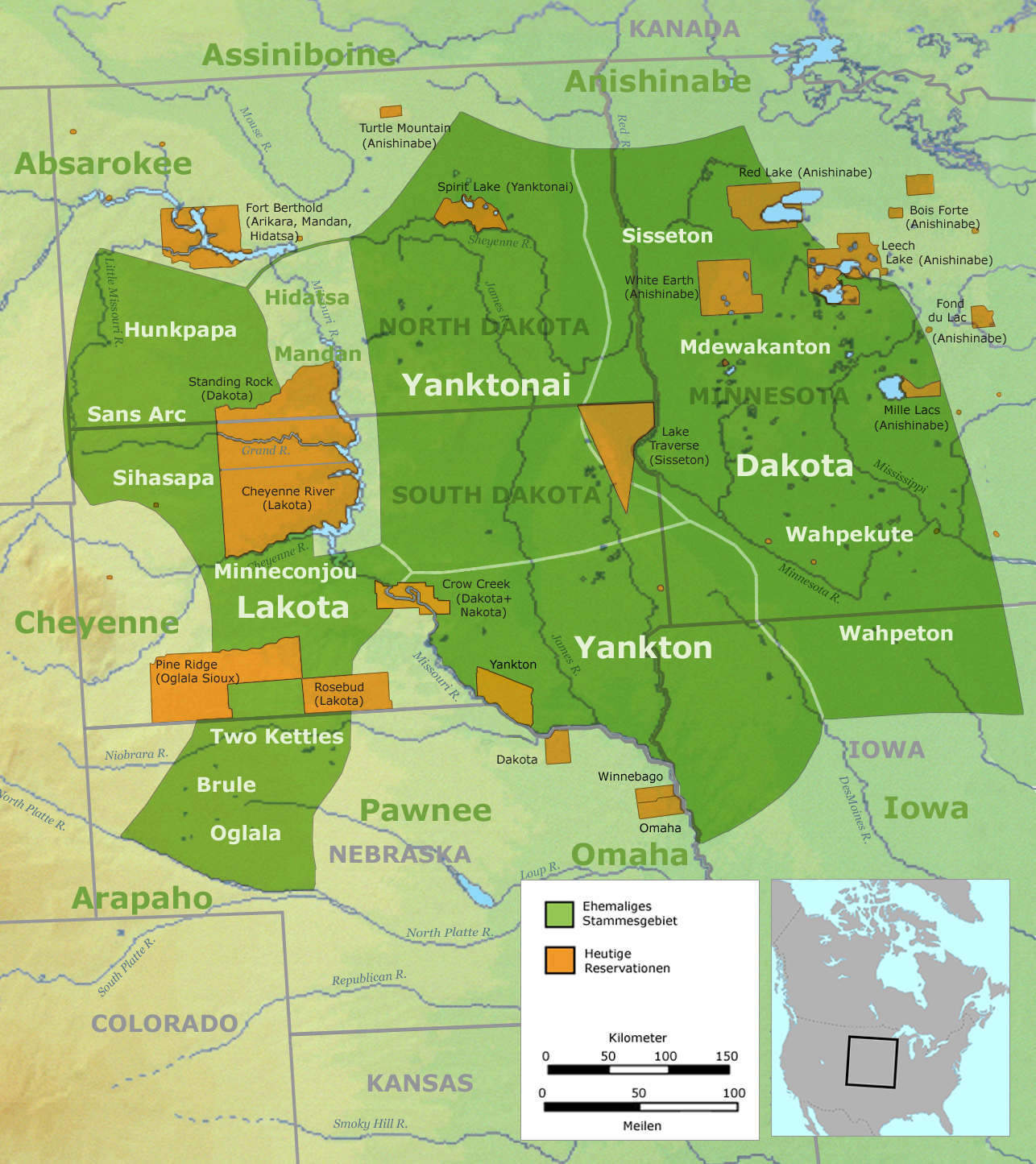
Territori original de la Gran Nació Sioux (en verd): els lakota, els nakota (yanktonai i yankton) i dakota, així com el territori de les reserves (taronja)

La Reserva Santee Sioux és una reserva índia dels santee dakota, una fracció de la Nació Dakota de l'ètnia sioux. Fou creada el febrer de 1863, La seu tribal de govern es troba a Niobrara, amb terres de la reserva al comtat de Knox (Nebraska).

## Creació
Establida per una llei del Congrés dels Estats Units de 3 de març de 1863, la reserva Niobrara fou reconeguda oficialment per una ordre executiva el 27 de febrer de 1866; el tractat data del 16 de novembre de 1867 i 29 d'abril de 1868. Es van aprovar ordres executives addicionals aplicables a la reserva el 31 d'agost de 1869, 31 de desembre de 1872 i 9 de febrer de 1885. En els primers anys, els membres de la tribu seleccionaren 32.875,75 acres (133,04 km²) com a llars i 38.908,01 acres (157,45 km²) per parcel·lar; 1.130,70 acres (4,57 km² foren designats per a ús de l'agent indi, escola i missió.
La reserva (que es mostra com a reserva Dakota al mapa a la dreta) es troba al llarg del marge sud del riu Missouri, i inclou part del llac Lewis and Clark. En el cens dels Estats Units del 2000 la reserva va registrar una població resident de 878 habitants, dels quals el 64,1% eren amerindis i el 33,7% euroamericans. La seva superfície és de 447,84 km². El principal centre de població és el poble de Santee, a la part més septentrional de la reserva.
Altres poblacions principals d'oglala lakota i brulé es troben al nord en reserves a Dakota del Sud.

## Comunitats
- Lindy
- Santee